# Грушів (Яворівський район)
Гру́шів — село в Україні, у Яворівському районі Львівської області. Населення становить 464 осіб. Орган місцевого самоврядування — Яворівська міська рада.

## Розташування
Село лежить на Терногородському плато на кордоні з Польщею за 85 км від Львова. Розташоване за 20 км на північ від районного центру м. Яворова та за 10 км на захід від смт. Немирів на автодорозі місцевого значення Т 1403. Межує з селами Лужки (1 км на південь), Колониці (1 км на південний схід) та Щеплоти (2 км на схід). На захід через кордон межує з польським селом Будомєж.

## Історія
У 2008 році археологи неподалік від Грушева виявили давнє поселення якому понад чотири тисячі років. У науковій літературі пам’ятка відома як «Грушів-ІІ». Це багатошарове поселення. Найдавніший матеріал походить ще з ІІ тисячоліття до н. е. Фактично на пам’ятці можна виділити два культурно-хронологічні етапи функціонування. Перший етап – ранньобронзовий (друга половина ХХ –перша чверть ХІХ ст. до н. е.) і відповідає межановіцькій культурі. Другий – ранньозалізний, що датується кінцем ІХ –VII ст. до н. е.  Під час розкопок на площі приблизно 3000 м кв. Науковці виявили 252 об'єкти, серед них наземні житлові і господарські споруди, відкриті вогнища, стовпові та господарські ями тощо. Серед виявлених артефактів фрагменти вінець і боковин горщиків та уламки мисок ранньозалізного часу. Крем’яні знаряддя представлені вістрями стріл, відщепами, пластинами, фрагментами ножів, серпів тощо.
Історія самого ж Грушева, на підставі археологічних досліджень, сягає середньовіччя. Згадка з 1442 року робить Грушів одним з найстарших поселень, яке в той час зв'язане було з посадою любачівського старостату. У 1554 році, разом з Кровицею, село перейшло в приватні руки. Стало воно власністю Літинських - руського дворянського роду. У 1621 році брати: Михайло, Микола, Василь, Данило, Самуїл і Ксенофонт Літинські видали для отця Антонія привілей на заснування в грушівському лісі, над річкою Чорнявка, монастиря Святої Трійці. П'ять років пізніше, в 1626 році, це зібрання було приєднане до саме еригованого василіанського монастиря, розташованого на території тодішнього грушівського присілка Щеплоти. На новому місці монастир значно розвинувся.
Напевно вже близько половини XVII століття, за часів Яна Собєського, придворний маєток змінив власників. На початку XVIII століття були ними Розвадовські. Один з них, що був галицьким каштеляном, заснував в 1715 році існуючий досі церковний комплекс з дерев'яною церквою Святого Михайла і окремо стоячою дзвіницею. Парафія східного обряду існувала в Грушеві вже у XVI столітті. З цього найстаршого періоду походять дві кам'яні надгробні плити, сперті тепер на стіну церкви. Ці пам'ятники датовані на XVI - XVII століття і мабуть пов'язані з першими власниками села.
Дерев'яна церква і сполучене з нею кладовище з цікавими пам'ятниками образотворчого надгробного мистецтва належить тепер до головних культурних пам'ятків Грушева. З пізнішого періоду походить існуючим на території села комплекс військових казарм. У його склад входять: будівлі адміністрації, казарми, стайні, а також, зруйнований тепер, неоготичний гарнізонний костел (XIX/XX ст.).
В 1920—1934 роках Грушів входив в Львівське воєводство Республіки Польща. 15 червня 1934 р. село вилучено з Яворівського повіту і приєднано до Любачівського повіту. Після анексії Галичини Союзом Радянських Соціалістичних Республік належало до Львівської області спочатку УРСР а потім і незалежної України.

## Населення

### Мова
Розподіл населення за рідною мовою за даними перепису 2001 року:
| Мова       | Кількість | Відсоток |
| ---------- | --------- | -------- |
| українська | 461       | 99.35%   |
| російська  | 3         | 0.65%    |
| Усього     | 464       | 100%     |

## Інфраструктура
На схилі західної околиці Грушева розташована дерев'яна церква святого Михаїла, збудована ще в 1715 році. Є пам'яткою архітектури національного значення. Церква у почерговому користуванні громад УГКЦ і ПЦУ. Також на південно-західній околиці села є закинутий невеликий неоготичний костел з початку 20 століття. Він був побудований разом з комплексом військових казарм на початку XX ст. для австрійської армії. Більшість будівель комплексу перебуває у напівзруйнованому стані, а  в одній із будівель відреставрованій сьогодні розташована прикордонна застава Державної прикордонної служби України.
На Схід від села розташоване Грушівське (Завадівське) водосховище, яке наповнюється водами річки Завадівки (Любачівки). Його максимальна глибина 8 м. Сюди традиційно приїжджають відпочивальники покупатися та на риболовлю. Риба яка там водиться: короп, товстолоб, карась, лин, лящ, плотва, краснопірка, окунь, щука.
У селі є приватна продуктова крамниця.

## Пункт пропуску Будомєж-Грушів
У зв'язку з вигідним прикордонним положенням у селі Грушів був облаштований прикордонний пункт пропуску Будомєж-Грушів. Вперше такі плани виникли у 2007 році і планувалися бути втіленими до Чемпіонату Європи з футболу 2012. Однак вчасно вони не були втілені. Будівництво пункту було завершене в травні 2013 року. Відкриття відбулося 2 грудня 2013 року.

## Світлини

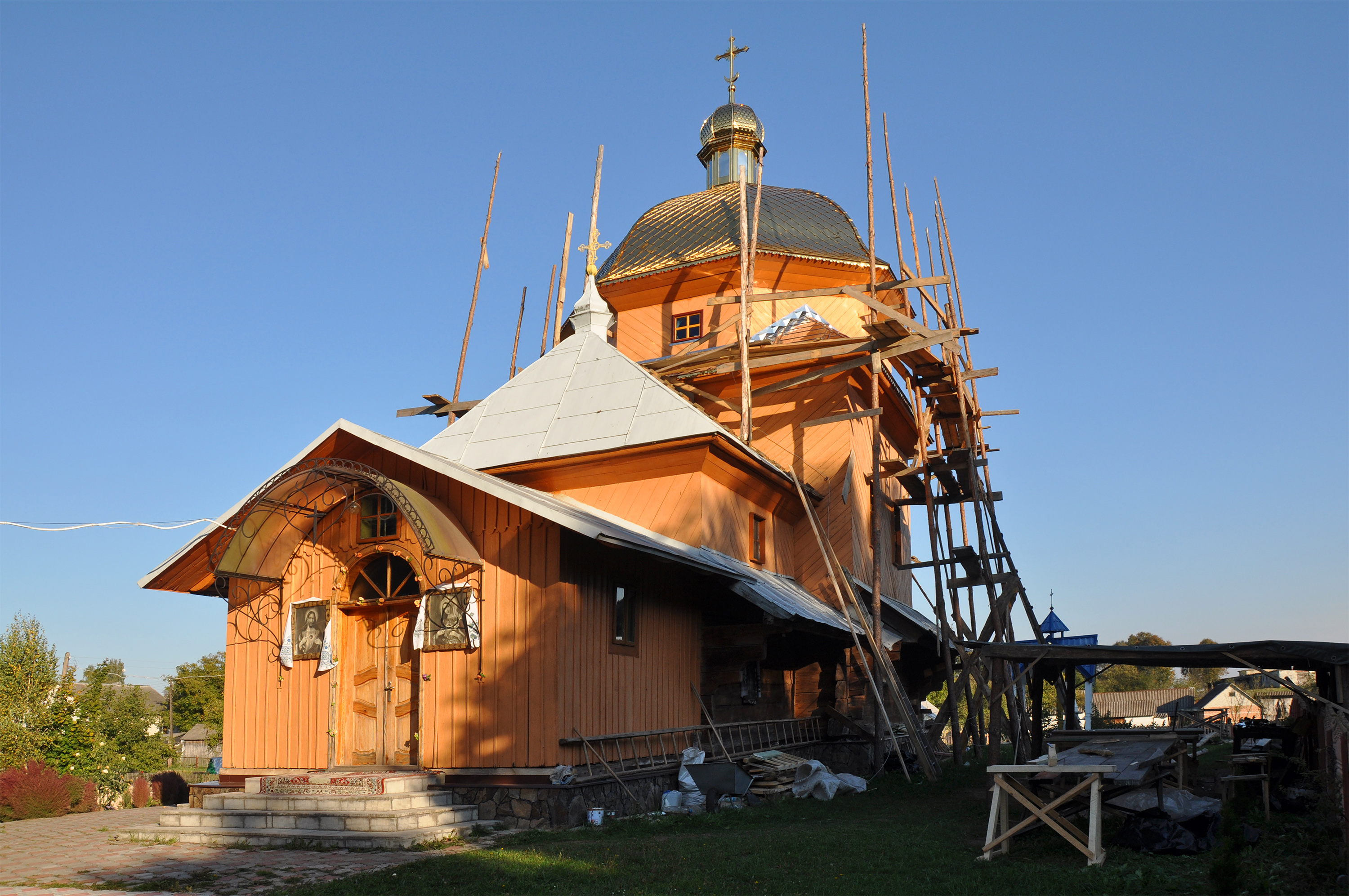
Дерев'яна церква святого Михаїла
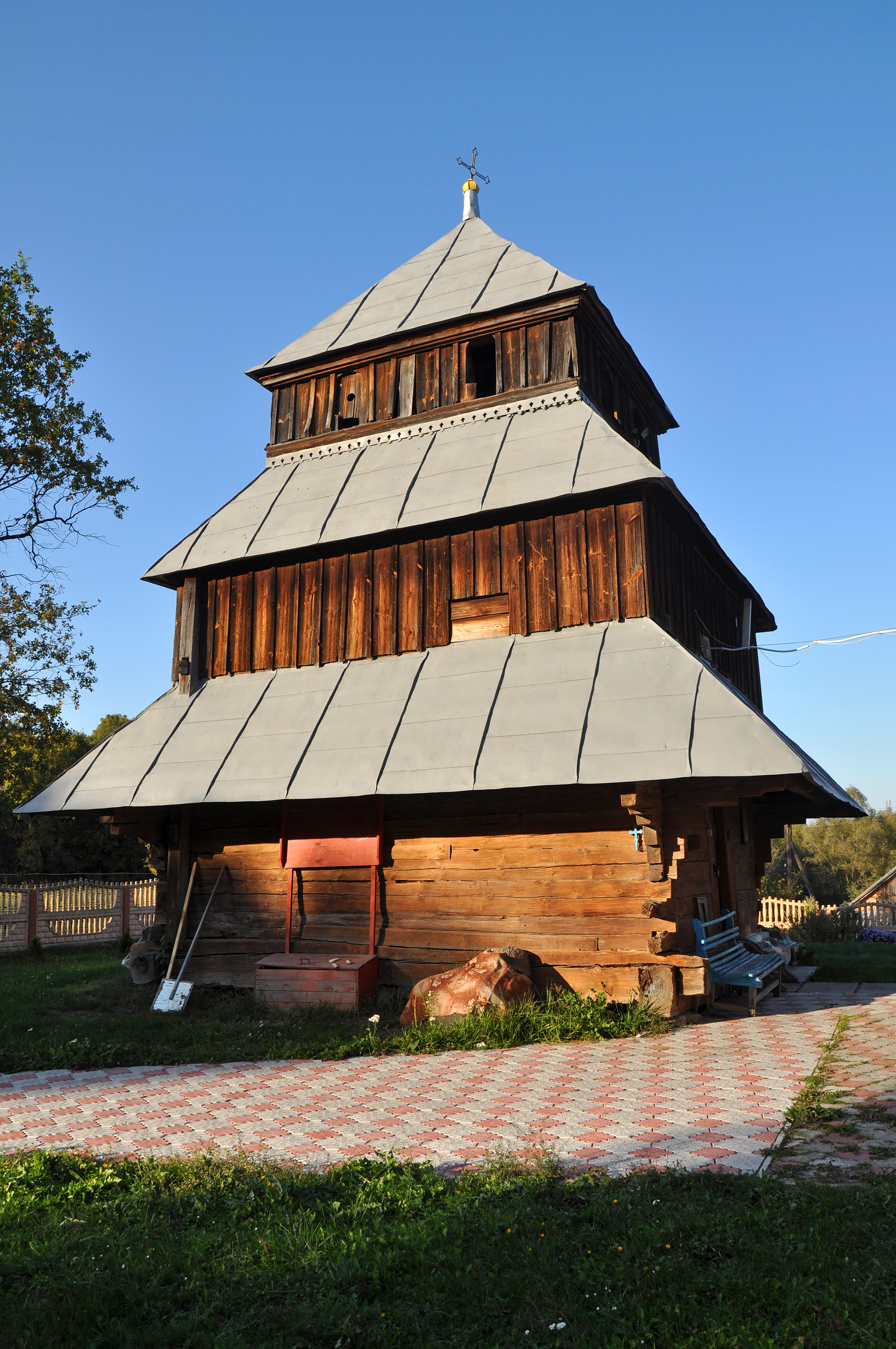
Дзвіниця церкви святого Михаїла
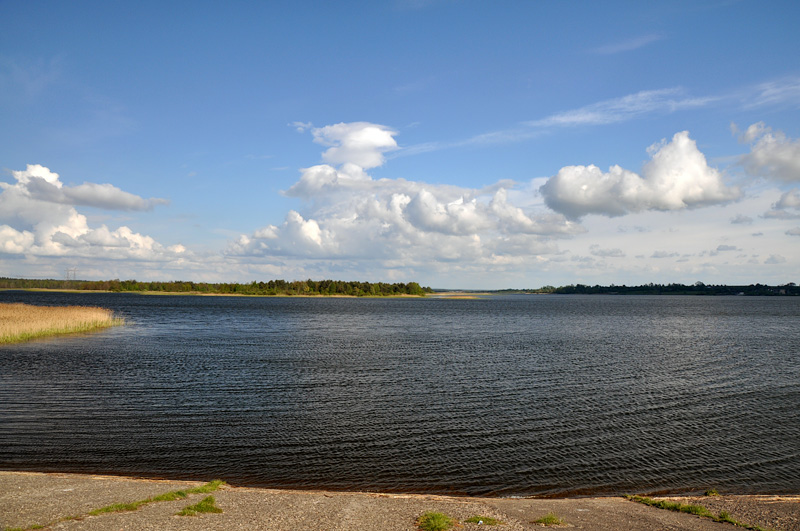
Завадівське (Грушівське) водосховище